# Grand prix RTL-Lire
Le Grand Prix RTL-Lire est un prix littéraire français créé en 1992 par la station de radio RTL et le magazine littéraire Lire. Il récompense chaque année un roman francophone choisi par un jury de lecteurs. Il a pris la succession du prix RTL grand public, qui a été décerné de 1975 à 1992.

## Historique
Le Grand Prix RTL-Lire succède au prix RTL grand public décerné annuellement de 1975 à 1992. Depuis ses origines, sous son premier intitulé (Prix RTL grand public), ce prix littéraire est décerné au printemps, l’autre grande saison des prix de littérature en France, s’ajoutant à la période de la rentrée littéraire. Avec une présélection en janvier, cette période est souvent celle des auteurs qui « n’ont pas besoin des lauriers d’automne », pour le journal Le Monde. Les prix d'automne, ou de la rentrée littéraire, sont notamment le prix Goncourt (créé en 1903), le prix Femina (créé en 1904),  le prix Renaudot (apparu en 1926) et prix Interallié (datant de 1930), puis plus récent, le prix Médicis (créé en 1958). Le Grand prix RTL-Lire se rattache à une catégorie de consécrations littéraires plus récentes, comme le grand prix des lectrices de Elle (créé en 1970), ou le prix du livre Inter (créé en 1975), décernés au printemps, et adossés à des médias.
Il est décerné en mars de chaque année lors du salon du livre de Paris à un roman de langue française par un jury composé de cent lecteurs choisis par vingt libraires en France. Cinq finalistes sont préalablement sélectionnés par les rédactions de la station de radio RTL et du magazine Lire en janvier,,. Ce principe d'un jury de simples lecteurs, renouvelé tous les ans, est là encore une différence avec les grands prix d'automne (dotés de jurys composés de personnalités du monde littéraire) et une similitude avec le grand prix des lectrices de Elle ou le prix du Livre Inter : les délibérations se veulent ainsi indépendantes, répondant à des critiques sur l'influence supposée des maisons d'édition les plus prestigieuses sur les grand prix d'automne. Pour autant, les prix d'automne ont la réputation de révéler davantage de nouveaux écrivains et ont des impacts sur les ventes plus importants,, surtout en incluant dans ces prix d'automne le Goncourt des lycéens, un des prix les plus récents, ayant retenu une logique de jury non professionnel et changeant, et qui depuis 2012 est l'un des plus prescripteurs sur les ventes.

## Liste des lauréats du Grand prix RTL-Lire
| Année |  | Auteur                 | Ouvrage                                          | Éditeur (xe fois)          | Notes                                   |
| ----- |  | ---------------------- | ------------------------------------------------ | -------------------------- | --------------------------------------- |
| 1992  |  | Gilbert Bordes         | La Nuit des hulottes                             | Robert Laffont             |                                         |
| 1993  |  | Michel del Castillo    | Le Crime des pères                               | Seuil                      |                                         |
| 1994  |  | Jean d'Ormesson        | La Douane de mer                                 | Gallimard                  |                                         |
| 1995  |  | Serge Brussolo         | La Moisson d'hiver                               | Denoël                     |                                         |
| 1996  |  | Anne Wiazemsky         | Hymnes à l'amour                                 | Gallimard (2)              |                                         |
| 1997  |  | Jean-Paul Kauffmann    | La Chambre noire de Longwood                     | La Table ronde             | également prix Roger-Nimier             |
| 1998  |  | Jean-Christophe Grangé | Les Rivières pourpres                            | Albin Michel               |                                         |
| 1999  |  | John La Galite         | Zacharie                                         | Plon                       |                                         |
| 2000  |  | Anna Gavalda           | Je voudrais que quelqu'un m'attende quelque part | Dilettante                 | également Prix de la Nouvelle           |
| 2001  |  | Andreï Makine          | La Musique d'une vie                             | Seuil (2)                  |                                         |
| 2002  |  | Tonino Benacquista     | Quelqu'un d'autre                                | Gallimard (3)              |                                         |
| 2003  |  | Philippe Besson        | L'Arrière-saison                                 | Julliard                   |                                         |
| 2004  |  | Philippe Delepierre    | Fred Hamster et Madame Lilas,                    | Liana Levi                 |                                         |
| 2005  |  | Gérard Mordillat       | Les Vivants et les Morts                         | Calmann-Lévy               |                                         |
| 2006  |  | Anne Godard            | L'Inconsolable                                   | Minuit                     |                                         |
| 2007  |  | Marc Dugain            | Une exécution ordinaire                          | Gallimard (4)              |                                         |
| 2008  |  | Boualem Sansal         | Le Village de l'Allemand                         | Gallimard (5)              |                                         |
| 2009  |  | Olivier Adam           | Des vents contraires                             | L'Olivier                  |                                         |
| 2010  |  | Kim Thúy               | Ru                                               | Liana Levi (2)             |                                         |
| 2011  |  | Fabrice Humbert        | La Fortune de Sila                               | Passage                    |                                         |
| 2012  |  | Jean-Luc Seigle        | En vieillissant les hommes pleurent              | Flammarion                 |                                         |
| 2013  |  | Jeanne Benameur        | Profanes,                                        | Actes Sud                  |                                         |
| 2014  |  | Maylis de Kerangal     | Réparer les vivants                              | Gallimard (6)              |                                         |
| 2015  |  | Léonor de Récondo      | Amours,                                          | Sabine Wespieser           | également prix des libraires            |
| 2016  |  | Olivier Bourdeaut      | En attendant Bojangles                           | Finitude                   |                                         |
| 2017  |  | Tanguy Viel            | Article 353 du Code pénal                        | Minuit (2)                 |                                         |
| 2018  |  | Isabelle Carré         | Les Rêveurs                                      | Grasset                    |                                         |
| 2019  |  | Joseph Ponthus         | À la ligne                                       | La Table ronde (2)         |                                         |
| 2020  |  | Sandrine Collette      | Et toujours les forêts                           | JC Lattès                  | également prix de la Closerie des Lilas |
| 2021  |  | Jean-Baptiste Andrea   | Des diables et des saints                        | Iconoclaste                |                                         |
| 2022  |  | Hélène Gestern         | 555                                              | Arléa                      |                                         |
| 2023  |  | Gaëlle Nohant          | Le Bureau d'éclaircissement des destins          | Grasset (2)                |                                         |
| 2024  |  | Claire Deya            | Un monde à refaire                               | Éditions de l'Observatoire |                                         |

## Liste des lauréats du Prix RTL grand public
- 1975 : Anna et son orchestre de Joseph Joffo[40]
- 1976 : Le Cheval d'orgueil de Pierre Jakez Hélias[41]
- 1977 : Le Têtard de Jacques Lanzmann[42]
- 1978 : Les Falaises d'Ischia de Solange Fasquelle[43]
- 1979 : L'Adieu à la femme sauvage d'Henri Coulonges[42]
- 1980 : La Soupe aux choux de René Fallet[42]
- 1981 : Les Vergers d'Osiris de Guy Rachet[44]
- 1982 : Retour à Malaveil de Claude Courchay
- 1983 : Tota Rosa de Jacqueline Dana
- 1984 : La Maison assassinée de Pierre Magnan[45]
- 1985 : ex æquo Le Soleil et la Roue de Rose Vincent et Marie Casse-Croûte d'Édouard Axelrad
- 1986 : L'Infidèle de Catherine Hermary-Vieille[46]
- 1987 : Terre violente de Jacqueline Sénès
- 1988 : Les Moulin à nuages de Georges-Jean Arnaud[2]
- 1989 : Secret de famille d'Irène Frain[47],[7]
- 1990 :  La Mémoire des cèdres de Jacqueline Massabki et François Porel[48],[1]
- 1991 : Parfums des étés perdus de Claude Brami[49],[50]